# Lilla Tärnan
Lilla Tärnan är en ö i Finland. Den ligger i Finska viken eller Norra Östersjön och i kommunen Hangö i den ekonomiska regionen  Raseborg i landskapet Nyland, i den sydvästra delen av landet. Ön ligger omkring 120 kilometer väster om Helsingfors.
Öns area är 2 hektar och dess största längd är 280 meter i sydöst-nordvästlig riktning. Ön höjer sig omkring 5 meter över havsytan.